# 国民体育大会バドミントン競技
国民スポーツ大会で行われるバドミントン競技について

## 大会方式
団体戦方式のノックアウトトーナメントを採用。
試合はダブルス1戦の後、シングルス2戦を行う。
出場枠は1部門が47、もう1部門が32、残り2部門は16となる。

## 歴史
正式競技としては第4回より実施されている。